# Karpatenpokal
Als Karpatenpokal (rumänisch Trofeul Carpați) werden zwei traditionsreiche internationale Handballturniere (für Männer und für Frauen) bezeichnet, die seit 1959 jährlich in Rumänien ausgetragen werden. Veranstalter ist der dortige nationale Handballverband (Federația Română de Handbal).

## Überblick
1959 wurde das erste Turnier aus Anlass des 500-jährigen Bestehens der rumänischen Hauptstadt ausgetragen. Damals wurde um den Pokal der Stadt Bukarest (Cupa Orașului București) gekämpft. Ihren heutigen Namen erhielten Turniere und Trophäen 1967. Seitdem wird überwiegend in anderen Städten gespielt.
In den ersten Jahren nahmen Städte- bzw. Clubmannschaften teil, wobei die Gastgeber zusätzlich ein Juniorenteam stellten. In den Statistiken des Rumänischen Handballverbandes werden zumeist nur Städtenamen genannt, auch wo möglicherweise Clubs gemeint sind. Andererseits war beim Frauenwettbewerb zumindest 1961 und 1966 die „Stadtauswahl von Bukarest“ identisch mit der Nationalmannschaft. Bei den Männern nahmen vereinzelt ab 1961 auch Nationalmannschaften teil. Seit 1969 spielen ausschließlich sie um den Pokal. Bei den Frauen handelt es sich seit 1968 um ein Turnier zwischen Nationalmannschaften.
Das Frauen-Turnier 2021 wurde von Juniorinnen (Jahrgang 2004/05) bestritten.

## Bedeutung
Seit der ausschließlichen Teilnahme von Nationalmannschaften 1968/69 diente das Turnier den eingeladenen Mannschaften zur Vorbereitung auf Handball-Weltmeisterschaften und Olympische Spiele, den Trainern zur Sichtung von Spielern für diese Wettbewerbe, den Spielern, um Länderspiel-Erfahrung zu sammeln. Die Handball-Europameisterschaft der Männer wurde erst 1994 eingeführt. Bis dahin diente der Karpatenpokal auch dem Kräftemessen und -vergleich europäischer Nationen untereinander – neben einer Reihe anderer regelmäßiger Turniere, wie dem  Ostseepokal, dem Turnier des Deutschen Handball-Verbandes (DHV) der DDR, dem Supercup der ehemaligen Weltmeister und Olympiasieger in der Bundesrepublik Deutschland.
Nach der Einführung der Handball-Europameisterschaft für beide Geschlechter verlor der Karpatenpokal an Bedeutung. Darüber hinaus ist nun der Terminplan der Nationalmannschaften durch offizielle Wettbewerbe (einschließlich Qualifikationsrunden) ausgefüllt. Die Folgen sind: Ausfälle des Turniers, Beschränkung auf vier Teams (Austragung an einem Wochenende), Einladung von weniger leistungsstarken Mannschaften (zum Beispiel Griechenland, die Türkei, Italien bei den Männern).

## Sieger

### Männer
| Jahr      | Ort(e)                                        | Platz 1                                       | Platz 2                                       | Platz 3                                                         | Teams                                                           |
| --------- | --------------------------------------------- | --------------------------------------------- | --------------------------------------------- | --------------------------------------------------------------- | --------------------------------------------------------------- |
| 1959      | Bukarest                                      | HG København                                  | Dinamo Bukarest                               | Dukla Prag                                                      | 5                                                               |
| 1960      | Bukarest                                      | Bukarest                                      | Prag                                          | HG København                                                    | 5                                                               |
| 1961      | Cluj                                          | Bukarest                                      | Sowjetunion                                   | Budapest                                                        | 5                                                               |
| 1962      | Bukarest                                      | Bukarest                                      | Budapest                                      | Bukarest (Junioren)                                             | 5                                                               |
| 1963      | nicht ausgetragen                             | nicht ausgetragen                             | nicht ausgetragen                             | nicht ausgetragen                                               | nicht ausgetragen                                               |
| 1964      | Bukarest                                      | Rumänien                                      | Rumänien (Junioren)                           | Ungarn                                                          | 4                                                               |
| 1965      | Bukarest                                      | Bukarest (Junioren)                           | Bukarest                                      | Budapest                                                        | 4                                                               |
| 1966      | Cluj                                          | Rumänien                                      | Jugoslawien                                   | Sowjetunion                                                     | 5                                                               |
| 1967      | Bukarest                                      | Bukarest                                      | Jugoslawien                                   | Warschau                                                        | 6                                                               |
| 1968      | Bukarest                                      | Bukarest                                      | Jugoslawien                                   | Griechenland                                                    | 5                                                               |
| 1969      | Timișoara                                     | Rumänien                                      | Schweden                                      | Polen                                                           | 8                                                               |
| 1970      | Cluj                                          | Rumänien                                      | DDR                                           | Jugoslawien                                                     | 5                                                               |
| 1971      | Galați                                        | Jugoslawien                                   | Rumänien                                      | Ungarn                                                          | 8                                                               |
| 1972      | Ploiești                                      | DDR                                           | Rumänien                                      | Jugoslawien                                                     | 6                                                               |
| 1973      | Cluj                                          | Rumänien                                      | Jugoslawien                                   | Sowjetunion                                                     | 6                                                               |
| 1974      | nicht ausgetragen                             | nicht ausgetragen                             | nicht ausgetragen                             | nicht ausgetragen                                               | nicht ausgetragen                                               |
| 1975      | Bukarest / Ploiești / Pitești                 | Rumänien                                      | DDR                                           | Sowjetunion                                                     | 6                                                               |
| 1976      | Baia Mare                                     | Rumänien                                      | Jugoslawien                                   | Ungarn                                                          | 6                                                               |
| 1977      | Baia Mare                                     | DDR                                           | Sowjetunion                                   | Rumänien                                                        | 8                                                               |
| 1978      | nicht ausgetragen                             | nicht ausgetragen                             | nicht ausgetragen                             | nicht ausgetragen                                               | nicht ausgetragen                                               |
| 1979      | Arad                                          | Rumänien                                      | Polen                                         | DDR                                                             | 8                                                               |
| 1980      | Oradea                                        | Rumänien                                      | DDR                                           | Tschechoslowakei                                                | 8                                                               |
| 1981      | Târgu Mureș                                   | Rumänien                                      | Polen                                         | Sowjetunion                                                     | 6                                                               |
| 1982      | Buzău                                         | Sowjetunion                                   | Rumänien                                      | Polen                                                           | 6                                                               |
| 1983      | nicht ausgetragen                             | nicht ausgetragen                             | nicht ausgetragen                             | nicht ausgetragen                                               | nicht ausgetragen                                               |
| 1984      | Timișoara                                     | Rumänien                                      | Sowjetunion                                   | DDR                                                             | 6                                                               |
| 1985      | nicht ausgetragen                             | nicht ausgetragen                             | nicht ausgetragen                             | nicht ausgetragen                                               | nicht ausgetragen                                               |
| 1986      | Craiova                                       | Rumänien                                      | BR Deutschland                                | Sowjetunion                                                     | 6                                                               |
| 1987      | nicht ausgetragen                             | nicht ausgetragen                             | nicht ausgetragen                             | nicht ausgetragen                                               | nicht ausgetragen                                               |
| 1988      | Baia Mare                                     | Rumänien                                      | DDR                                           | Kreis Maramureș                                                 | 4                                                               |
| 1989–1990 | nicht ausgetragen                             | nicht ausgetragen                             | nicht ausgetragen                             | nicht ausgetragen                                               | nicht ausgetragen                                               |
| 1991      | Oradea                                        | Rumänien                                      | Russland                                      | Norwegen                                                        | 6                                                               |
| 1992      | Oradea                                        | Dänemark                                      | Rumänien                                      | Polen                                                           | 4                                                               |
| 1993      | Oradea                                        | Russland                                      | Ukraine                                       | Rumänien                                                        | 5                                                               |
| 1994      | nicht ausgetragen                             | nicht ausgetragen                             | nicht ausgetragen                             | nicht ausgetragen                                               | nicht ausgetragen                                               |
| 1995      | Bukarest                                      | Rumänien                                      | BR Jugoslawien                                | Ukraine                                                         | 4                                                               |
| 1996      | Baia Mare                                     | BR Jugoslawien                                | Rumänien                                      | Dänemark                                                        | 4                                                               |
| 1997      | Bukarest                                      | BR Jugoslawien                                | Rumänien                                      | Tunesien                                                        | 6                                                               |
| 1998–2000 | nicht ausgetragen                             | nicht ausgetragen                             | nicht ausgetragen                             | nicht ausgetragen                                               | nicht ausgetragen                                               |
| 2001      | Iași                                          | Rumänien                                      | Griechenland                                  | Rumänien (Junioren)                                             | 4                                                               |
| 2002      | Iași                                          | Türkei                                        | Rumänien                                      | Rumänien (Junioren)                                             | 6                                                               |
| 2003      | Iași                                          | Rumänien A                                    | Rumänien B                                    | Ukraine                                                         | 6                                                               |
| 2004      | Timișoara                                     | Rumänien                                      | Jordanien                                     | Mazedonien                                                      | 6                                                               |
| 2005      | Timișoara                                     | Rumänien                                      | Niederlande                                   | Italien                                                         | 4                                                               |
| 2006      | Timișoara                                     | Rumänien                                      | Türkei                                        | Mazedonien                                                      | 4                                                               |
| 2007      | Drobeta Turnu Severin                         | Rumänien                                      | Montenegro                                    | Ukraine                                                         | 4                                                               |
| 2008–2009 | nicht ausgetragen                             | nicht ausgetragen                             | nicht ausgetragen                             | nicht ausgetragen                                               | nicht ausgetragen                                               |
| 2010      | Oradea                                        | Tunesien                                      | Rumänien                                      | Mazedonien                                                      | 4                                                               |
| 2011      | Piatra Neamț                                  | Rumänien A                                    | Ukraine                                       | Rumänien B                                                      | 4                                                               |
| 2012      | Oradea                                        | Rumänien                                      | Ukraine                                       | Türkei                                                          | 4                                                               |
| 2013–2017 | nicht ausgetragen                             | nicht ausgetragen                             | nicht ausgetragen                             | nicht ausgetragen                                               | nicht ausgetragen                                               |
| 2018      | Călărași                                      | Rumänien                                      | Portugal                                      | Bahrain                                                         | 4                                                               |
| 2019      | Bukarest                                      | Nordmazedonien                                | Rumänien                                      | Niederlande                                                     | 4                                                               |
| 2020      | nicht ausgetragen wegen der COVID-19-Pandemie | nicht ausgetragen wegen der COVID-19-Pandemie | nicht ausgetragen wegen der COVID-19-Pandemie | nicht ausgetragen wegen der COVID-19-Pandemie                   | nicht ausgetragen wegen der COVID-19-Pandemie                   |
| 2021      | Cluj-Napoca                                   | Rumänien                                      | Türkei                                        | Schweiz und Iran zogen aufgrund positiver Covid-19-Fälle zurück | Schweiz und Iran zogen aufgrund positiver Covid-19-Fälle zurück |
| 2022      | Oradea                                        | Ägypten                                       | Slowakei                                      | Rumänien                                                        | 4                                                               |

### Frauen
| Jahr      | Ort(e)                                        | Platz 1                                       | Platz 2                                       | Platz 3                                       | Teams                                         |
| --------- | --------------------------------------------- | --------------------------------------------- | --------------------------------------------- | --------------------------------------------- | --------------------------------------------- |
| 1959      | Bukarest                                      | HG København                                  | Zagreb                                        | Budapest                                      | 5                                             |
| 1960      | Bukarest                                      | Bukarest                                      | HG København                                  | Bukarest B                                    | 5                                             |
| 1961      | Bukarest                                      | Bukarest                                      | Budapest                                      | Belgrad                                       | 5                                             |
| 1962      | Bukarest                                      | Bukarest                                      | Bukarest (Juniorinnen)                        | Slawonien                                     | 4                                             |
| 1963      | Bukarest                                      | Bukarest                                      | Budapest                                      | Belgrad                                       | 4                                             |
| 1964      | Bukarest                                      | Belgrad                                       | Bukarest                                      | Bukarest (Juniorinnen)                        | 4                                             |
| 1965      | nicht ausgetragen                             | nicht ausgetragen                             | nicht ausgetragen                             | nicht ausgetragen                             | nicht ausgetragen                             |
| 1966      | Bukarest                                      | Bukarest                                      | Belgrad                                       | Moskau                                        | 5                                             |
| 1967      | Cluj                                          | Bukarest                                      | Moskau                                        | Jugoslawien                                   | 6                                             |
| 1968      | Bukarest                                      | DDR                                           | Jugoslawien                                   | Sowjetunion                                   | 6                                             |
| 1969      | Cluj                                          | DDR                                           | Rumänien                                      | Sowjetunion                                   | 8                                             |
| 1970      | Timișoara                                     | DDR                                           | Rumänien                                      | Ungarn                                        | 8                                             |
| 1971      | Cluj                                          | DDR                                           | Ungarn                                        | Rumänien                                      | 6                                             |
| 1972      | Iași                                          | Rumänien                                      | Jugoslawien                                   | Sowjetunion                                   | 6                                             |
| 1973      | Pitești                                       | Rumänien                                      | DDR                                           | Jugoslawien                                   | 6                                             |
| 1974      | Ploiești                                      | Rumänien                                      | DDR                                           | Jugoslawien                                   | 6                                             |
| 1975      | Bukarest / Pitești / Ploiești                 | Rumänien                                      | DDR                                           | Ungarn                                        | 6                                             |
| 1976      | nicht ausgetragen                             | nicht ausgetragen                             | nicht ausgetragen                             | nicht ausgetragen                             | nicht ausgetragen                             |
| 1977      | Bacău                                         | Jugoslawien                                   | Rumänien                                      | Rumänien (Juniorinnen)                        | 6                                             |
| 1978      | Brăila                                        | DDR                                           | Rumänien                                      | Sowjetunion                                   | 6                                             |
| 1979      | Brașov                                        | Rumänien                                      | DDR                                           | Bulgarien                                     | 6                                             |
| 1980      | Kreis Vâlcea                                  | DDR                                           | Rumänien                                      | Sowjetunion                                   | 6                                             |
| 1981      | Târgoviște                                    | DDR                                           | Sowjetunion                                   | Ungarn                                        | 6                                             |
| 1982      | Brașov                                        | DDR                                           | Rumänien                                      | Sowjetunion                                   | 4                                             |
| 1983      | nicht ausgetragen                             | nicht ausgetragen                             | nicht ausgetragen                             | nicht ausgetragen                             | nicht ausgetragen                             |
| 1984      | Bacău                                         | Rumänien                                      | Ungarn                                        | Polen                                         | 5                                             |
| 1985      | Iași                                          | Rumänien                                      | Polen                                         | Rumänien (Juniorinnen)                        | 5                                             |
| 1986      | Constanța                                     | Rumänien                                      | Jugoslawien                                   | Rumänien B                                    | 6                                             |
| 1987      | nicht ausgetragen                             | nicht ausgetragen                             | nicht ausgetragen                             | nicht ausgetragen                             | nicht ausgetragen                             |
| 1988      | Târgu Mureș                                   | Rumänien                                      | Polen                                         | Bulgarien                                     | 4                                             |
| 1989      | Kreis Vâlcea                                  | Rumänien                                      | Tschechoslowakei                              | Frankreich                                    | 4                                             |
| 1990–1991 | nicht ausgetragen                             | nicht ausgetragen                             | nicht ausgetragen                             | nicht ausgetragen                             | nicht ausgetragen                             |
| 1992      | Kreis Vâlcea                                  | Dänemark                                      | Rumänien A                                    | Polen                                         | 6                                             |
| 1993      | Zalău / Baia Mare                             | Rumänien A                                    | Rumänien B                                    | Mazedonien                                    | 5                                             |
| 1994      | Oradea                                        | Rumänien                                      | Südkorea                                      | Schweden                                      | 3                                             |
| 1995      | Oradea                                        | Rumänien                                      | Russland                                      | Ukraine                                       | 4                                             |
| 1996      | Kreis Arad                                    | Rumänien                                      | Ungarn                                        | Kroatien                                      | 4                                             |
| 1997      | Kreis Vâlcea                                  | Dänemark                                      | Russland                                      | Deutschland                                   | 4                                             |
| 1998      | nicht ausgetragen                             | nicht ausgetragen                             | nicht ausgetragen                             | nicht ausgetragen                             | nicht ausgetragen                             |
| 1999      | Cluj-Napoca                                   | Rumänien                                      | Kroatien                                      | Mazedonien                                    | 4                                             |
| 2000      | Cluj-Napoca / Zalău                           | Russland                                      | Ukraine                                       | BR Jugoslawien                                | 8                                             |
| 2001      | Cluj-Napoca                                   | Rumänien                                      | Spanien                                       | BR Jugoslawien                                | 6                                             |
| 2002      | Cluj-Napoca                                   | Ukraine                                       | Rumänien                                      | Russland                                      | 4                                             |
| 2003      | nicht ausgetragen                             | nicht ausgetragen                             | nicht ausgetragen                             | nicht ausgetragen                             | nicht ausgetragen                             |
| 2004      | Cluj-Napoca                                   | Rumänien                                      | Serbien und Montenegro                        | Niederlande                                   | 4                                             |
| 2005      | Cluj-Napoca                                   | Rumänien                                      | Slowakei                                      | Kroatien                                      | 4                                             |
| 2006      | Cluj-Napoca                                   | Rumänien                                      | Südkorea                                      | Mazedonien                                    | 6                                             |
| 2007      | Cluj-Napoca                                   | Rumänien                                      | Spanien                                       | Kroatien                                      | 4                                             |
| 2008      | Cluj-Napoca                                   | Rumänien                                      | Kroatien                                      | Deutschland                                   | 4                                             |
| 2009      | abgesagt wegen der Weltmeisterschaft          | abgesagt wegen der Weltmeisterschaft          | abgesagt wegen der Weltmeisterschaft          | abgesagt wegen der Weltmeisterschaft          | abgesagt wegen der Weltmeisterschaft          |
| 2010      | Drobeta Turnu Severin                         | Rumänien                                      | Ukraine                                       | Polen                                         | 4                                             |
| 2011      | Drobeta Turnu Severin                         | Rumänien                                      | Serbien                                       | Ungarn                                        | 4                                             |
| 2012      | Oradea                                        | Rumänien                                      | Ungarn                                        | Ukraine                                       | 4                                             |
| 2013      | Craiova                                       | Rumänien                                      | Deutschland                                   | Spanien                                       | 4                                             |
| 2014      | nicht ausgetragen                             | nicht ausgetragen                             | nicht ausgetragen                             | nicht ausgetragen                             | nicht ausgetragen                             |
| 2015      | Cluj-Napoca                                   | Schweden                                      | Rumänien                                      | Deutschland                                   | 4                                             |
| 2016      | Cluj-Napoca                                   | Ungarn                                        | Rumänien A                                    | Niederlande                                   | 4                                             |
| 2017      | Craiova                                       | Polen                                         | Rumänien                                      | Brasilien                                     | 4                                             |
| 2018      | Bukarest                                      | Rumänien A                                    | Rumänien B                                    | Russland                                      | 4                                             |
| 2019      | Brăila                                        | Angola                                        | Rumänien A                                    | Japan                                         | 4                                             |
| 2020      | nicht ausgetragen wegen der COVID-19-Pandemie | nicht ausgetragen wegen der COVID-19-Pandemie | nicht ausgetragen wegen der COVID-19-Pandemie | nicht ausgetragen wegen der COVID-19-Pandemie | nicht ausgetragen wegen der COVID-19-Pandemie |
| 2021      | Râmnicu Vâlcea                                | Rumänien A                                    | Rumänien B                                    | Serbien                                       | 4                                             |
| 2022      | Bistrița                                      | Rumänien                                      | Serbien                                       | Spanien                                       | 4                                             |
| 2023      | Bistrița                                      | Rumänien                                      | Österreich                                    | Schweiz                                       | 4                                             |
| 2024      | Cluj-Napoca                                   | Schweiz                                       | Brasilien                                     | Slowakei                                      | 6                                             |